# Distretto di Tomakivka
Il distretto di Tomakivka (in ucraino Томаківський район?) era un distretto dell'Ucraina, situato nell'oblast' di Dnipropetrovs'k. Il suo capoluogo era Tomakivka.
È stato soppresso con la riforma amministrativa del 2020.